# Szojuz T–5
Szojuz T–5 (oroszul: Союз T–5) szovjet harmadik generációs, háromszemélyes (T = Transzportnij; magyarul: szállító) szabványos rendszerben (teljes modernizációval) épített, napelemtáblákkal kiegészített, szkafanderes személyszállító Szojuz űrhajó (7K-ST).

## Küldetés
Feladata volt a Szaljut–7 űrállomás első személyzetét vinni az űrállomásra, valamint az előírt navigációs, csillagászati, műszaki, légkörkutatási, földfotózási, földmegfigyelési, orvosi és biológiai kutatási program folytatása.

## Jellemzői
Az űrhajót kis átalakítással emberes programra, teherszállításra és mentésre (leszállásra) tervezte a Központi Tervezőiroda.
1982. május 13-án a Bajkonuri űrrepülőtér indítóállomásról egy Szojuz hordozórakéta (11А511U) juttatta Föld körüli, közeli körpályára. Az orbitális egység pályája 89.7 perces, 51.6 fokos hajlásszögű, elliptikus pálya-perigeuma 190 kilométer, apogeuma 231 kilométer volt. Hasznos tömege 6850 kilogramm. Szerkezeti felépítését tekintve a modernizált Szojuz űrhajó napelemtáblás változatával megegyező. Akkumulátorait az űrállomás/saját napelemtáblái által előállított energiával tartották üzemkész állapotban. Május 14-én  11 óra 43 perckor automatikusan összekapcsolódott az űrállomás I. dokkoló helyével. Összesen 211 napot, 9 órát és 4 percet töltött a világűrben, 3344 alkalommal kerülte meg a Földet.
A  Szojuz T űrhajók (modernizált Szujuz űrhajó) kifejlesztésével biztosították az Interkozmosz, a Szovjetunió és kelet-európai országok közös, emberes űrkutatási programjához az embert szállító eszközt, elősegítve a Szaljut űrállomásokra történő alaplegénység váltását, valamint a látogatók fogadását. Az űrhajók 14 napig képesek önálló feladatot ellátni. 6 hónapig alkalmas az űrállomással összekapcsolt állapotban szolgálatot teljesíteni.
Az űrállomás beüzemelését követően, első alkalommal indítottak űreszközt egy másik mesterséges berendezésről. A légzsilipet használva indítóhelyként, egy Iszkra típusú kommunikációs műholdat bocsátottak pályára.
Az űrhajósok kamerákat és egy új távcsövet működtettek, használták a Krisztall nevű anyagkísérleti berendezést, egy csillagdetektort helyeztek üzembe, és beüzemelték az Oázis nevű növénytermesztő állomást.
Az űrséták során mozgókép-kamerát helyeztek el, begyűjtötték az űrállomás külső felületén elhelyezett mintákat (Etalon kísérlet), és az Isztok panellel dolgoztak (ami csavarok meghúzásának tesztelésére szolgált). Az űrállomás belsejében biológiai kísérleteket hajtottak végre az űrbetegség vizsgálatára. Maga az űrutazás is élettani kísérlet volt, mivel 211 napos hosszúságával rekordot jelentett.
Fogadták a Szojuz T–6 űrhajót egy francia űrhajóssal, a Szojuz T–7 űreszközt egy szovjet űrhajósnővel (közel 20 év után Valentyina Tyereskovát követve ő volt a második nő a világűrben), majd május 25-én a Progressz–13 teherűrhajó érkezett, ami utánpótlást szállított.
Augusztus 27-én belépett a légkörbe, a leszállás hagyományos módon – ejtőernyős leereszkedés – történt, Zsezkazgantól 25 kilométerre északra értek Földet.

## Személyzet
(zárójelben a küldetések száma a Szojuz T–5-tel együtt)

### Indításkor
- Anatolij Berezovoj parancsnok (1)
- Valentyin Lebegyev fedélzeti mérnök (2)

#### Tartalékszemélyzet
- Vlagyimir Georgijevics Tyitov (parancsnok)
- Gennagyij Mihajlovics Sztrekalov (fedélzeti mérnök)

### Leszálláskor
- Leonyid Popov parancsnok (3)
- Gennagyij Mihajlovics Sztrekalov fedélzeti mérnök (1)
- Szvetlana Jevgenyjevna Szavickaja kutatóűrhajós (1)